# Escurès
Escurès é uma comuna francesa na região administrativa da Nova Aquitânia, no departamento dos Pirenéus Atlânticos. Estende-se por uma área de 4,18 km². Em 2010 a comuna tinha 148 habitantes (densidade: 35,4 hab./km²).